# Powłocznica osikowa

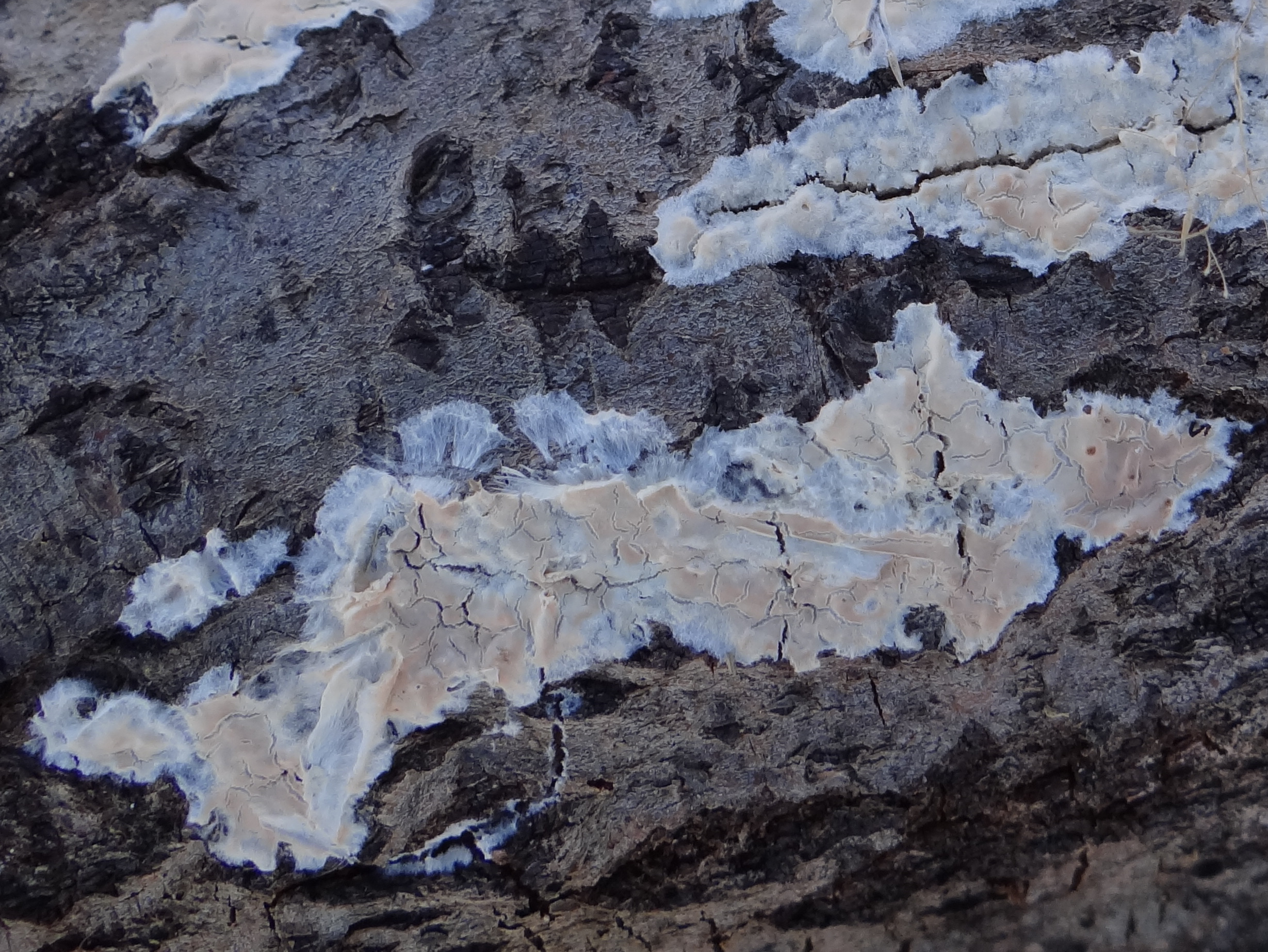

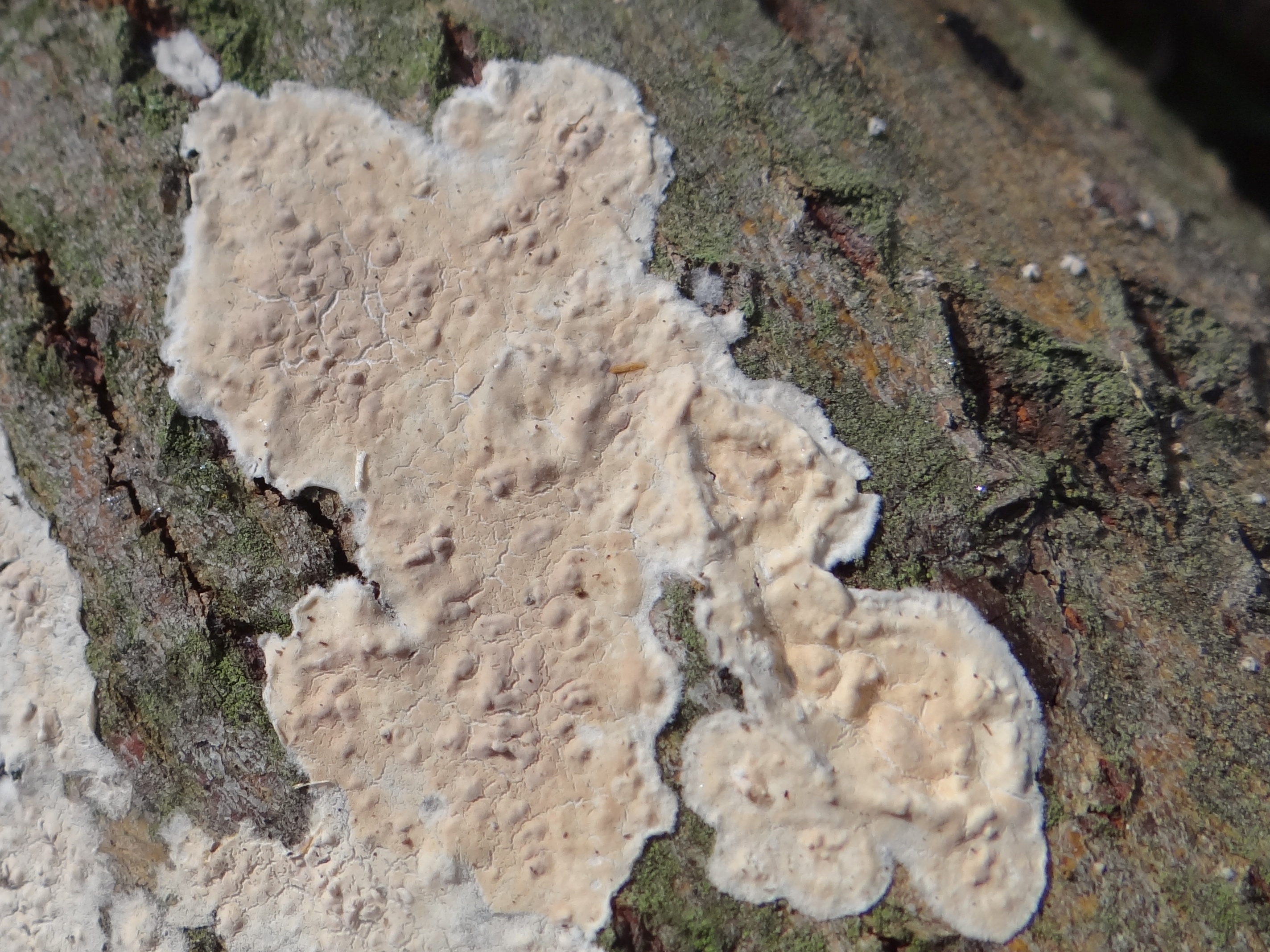

Powłocznica osikowa (Peniophora polygonia (Pers.) Bourdot & Galzin) – gatunek grzybów należący do rodziny powłocznicowatych (Peniophoraceae). 

## Systematyka i nazewnictwo
Pozycja w klasyfikacji według Index Fungorum: Peniophora, Peniophoraceae, Russulales, Incertae sedis, Agaricomycetes, Agaricomycotina, Basidiomycota, Fungi.
Po raz pierwszy takson ten zdiagnozował w 1794 r. Persoon nadając mu nazwę Corticium polygonium. Obecną, uznaną przez Index Fungorum nazwę nadali mu w 1928  r. Hubert Bourdot i Amédée Galzin, przenosząc go do rodzaju Peniophora. 
Niektóre synonimy naukowe:.

- Aleurodiscus polygonius (Pers.) Höhn. & Litsch. 1908
- Auricularia polygonia (Pers.) Mérat 1821
- Coriolus polygonius (Pers.) Imazeki 1943
- Corticium polygonium Pers. 1794
- Cryptochaete polygonia (Pers.) P. Karst. 1889
- Gloeocystidium polygonium (Pers.) Höhn. & Litsch. 1908
- Terana polygonia (Pers.) Kuntze 1891
- Thelephora polygonia (Pers.) Pers. 1801
- Xerocarpus polygonius (Pers.) P. Karst. 1881

Nazwę polską nadał Władysław Wojewoda w 1973 r.

## Morfologia
Owocnik
O grubości do 1,5 mm płasko rozpostarty i przyrośnięty do podłoża. Kształt początkowo okrągły, potem nieregularny. Sąsiednie owocniki zlewają się z sobą w dużą, nieregularną plamę. Mają kolor od różowego do ciemnoczerwonego i strzępiaste obrzeże.
Cechy mikroskopowe
Strzępki gęste, hialinowe, o szerokości  3–5 μm, ze sprzążkami. Liczne gleocystydy. Niektóre z nich wrastają do hymenium, ale nie wystają ponad nie. Mają długość do 100 μm, na pęcherzykowato rozszerzonych końcach osiągają szerokość 15–25  μm, u podstawy wyraźnie zwężają się. W całości wypełnione są kropelkami oleistej cieczy. Podstawki wąskomaczugowate, o rozmiarach  30–35 × 5–6 μm, z 4 sterygmami. Zarodniki bezbarwne, cienkościenne, gładkie, cylindryczne, nieco zagięte, o rozmiarach 9–12 (–14) × 2,5–4 μm.

## Występowanie i siedlisko
Występuje pospolicie w Europie, najczęściej w jej południowej i wschodniej części. 
Rośnie głównie na gałęziach i pniach topoli osiki, rzadziej na olszy szarej i leszczynie pospolitej.